# Sakshale
Sakshalen (Hydropsalis torquata) er en fugl i natravne familien(Caprimulgidae). Den findes i Argentina, Bolivia, Brasilien, Paraguay, Peru, Suriname og i Uruguay. Den holder til i tør savanne, subtropisk eller tropisk lavtliggende græsslette og ødelagte skove. Den har fået sit navn pga. dens sakseformede halefjer.
| Fugl | Spire Denne artikel om fugle er en spire som bør udbygges. Du er velkommen til at hjælpe Wikipedia ved at udvide den. |

- Wikimedia Commons har flere filer relateret til Sakshale